# Kids' Choice Awards 2023
A 36.ª edição anual do Nickelodeon Kids' Choice Awards foi realizada em 4 de março de 2023 no Microsoft Theater em Los Angeles, Califórnia, nos Estados Unidos, com Nate Burleson e Charli D'Amelio servindo como apresentadores. Foi transmitida ao vivo na Nickelodeon e em uma transmissão simultânea doméstica com várias outras redes de cabo da Paramount Global, sendo também transmitida ao vivo ou em fita atrasada em todas as redes internacionais da Nickelodeon.

## Apresentações
| Artista(s)  | Canção(s)           | Ref.  |
| ----------- | ------------------- | ----- |
| Bebe Rexha  | "I'm Good (Blue)"   | [ 2 ] |
| Young Dylan | "I Just Wanna"      | [ 3 ] |
| Lil Baby    | "California Breeze" | [ 3 ] |

## Vencedores e indicados
Os indicados foram anunciados e a votação foi iniciada em 31 de janeiro de 2023. A votação terminou em 4 de março de 2023.
Os vencedores estão listados em primeiro e destacados em negrito.
|  | Indica o ganhador dentro de cada categoria. |

### Cinema
| Filme Favorito | Ator de Cinema Favorito |
| --- | --- |
| Sonic the Hedgehog 2 - Avatar: O Caminho da Água - Black Adam - Black Panther: Wakanda Forever - Hocus Pocus 2 - Jurassic World: Dominion - Monster High: The Movie - Top Gun: Maverick | Dwayne Johnson – Black Adam como Black Adam/Teth-Adam - Jim Carrey – Sonic the Hedgehog 2 como Dr. Robotnik - Chris Hemsworth – Thor: Amor e Trovão como Thor - Chris Pratt – Jurassic World: Dominion como Owen Grady - Ryan Reynolds – O Projeto Adam como Big Adam - Tom Cruise – Top Gun: Maverick como Capt. Pete "Maverick" Mitchell |
| Atriz de Cinema Favorita | Filme de Animação Favorito |
| Millie Bobby Brown – Enola Holmes 2 como Enola Holmes - Lupita Nyong'o – Black Panther: Wakanda Forever como Nakia - Elizabeth Olsen – Doutor Estranho no Multiverso da Loucura como Wanda Maximoff/The Scarlet Witch - Sarah Jessica Parker – Hocus Pocus 2 como Sarah Sanderson - Natalie Portman – Thor: Amor e Trovão como Jane Foster/The Mighty Thor - Letitia Wright – Black Panther: Wakanda Forever como Shuri | Minions: The Rise of Gru - DC Liga dos Super Pets - Hotel Transylvania: Transformania - Lightyear - The Bad Guys - Turning Red |
| Dublador Favorito | Dubladora Favorita |
| Dwayne Johnson – DC Liga dos Super Pets como Krypto - Steve Carell – Minions: The Rise of Gru como Gru - Chris Evans – Lightyear como Buzz Lightyear - Kevin Hart – DC Liga dos Super Pets como Ace - Andy Samberg – Chip 'n Dale: Rescue Rangers como Dale - Andy Samberg – Hotel Transylvania: Transformania como Jonathan                                                                                            | Selena Gomez – Hotel Transylvania: Transformania como Mavis - Awkwafina – The Bad Guys como Tarantula - Salma Hayek – Puss in Boots: The Last Wish como Kitty Softpaws - Taraji P. Henson – Minions: The Rise of Gru como Belle Bottom - Sandra Oh – Turning Red como Ming - Keke Palmer – Lightyear como Izzy Hawthorne                   |

### Televisão
| Programa de TV Infantil Favorito | Ator de TV Favorito |
| --- | --- |
| The Fairly OddParents: Fairly Odder - Are You Afraid of the Dark? - High School Musical: The Musical: The Series - Ms. Marvel - Raven's Home - That Girl Lay Lay - The Mighty Ducks: Game Changers - The Really Loud House | Joshua Bassett – High School Musical: The Musical: The Series como Ricky - Young Dylan – Tyler Perry's Young Dylan como Young Dylan - Israel Johnson – Bunk'd como Noah Lambert - Brady Noon – The Mighty Ducks: Game Changers como Evan Morrow - Wolfgang Schaeffer – The Really Loud House como Lincoln Loud - Tyler Wladis – The Fairly OddParents: Fairly Odder como Roy |
| Atriz de TV Favorita | Programa de TV Favorito para Família |
| Olivia Rodrigo – High School Musical: The Musical: The Series como Nini - Imogen Cohen – The Fairly OddParents: Fairly Odder como Zina - Audrey Grace Marshall – The Fairly OddParents: Fairly Odder como Vivian Turner - Raven-Symoné – Raven's Home como Raven Baxter - That Girl Lay Lay – That Girl Lay Lay como Lay Lay - Sofia Wylie – High School Musical: The Musical: The Series como Gina | Wednesday - Cobra Kai - iCarly - Obi-Wan Kenobi - She-Hulk: Attorney at Law - Stranger Things - Young Rock - Young Sheldon |
| Estrela de TV Favorito da Família | Estrela de TV Favorita da Família |
| Finn Wolfhard – Stranger Things como Mike Wheeler - Ralph Macchio – Cobra Kai como Daniel LaRusso - Gaten Matarazzo – Stranger Things como Dustin Henderson - Ewan McGregor – Obi-Wan Kenobi como Obi-Wan Kenobi - Caleb McLaughlin – Stranger Things como Lucas Sinclair - Jerry Trainor – iCarly como Spencer Shay                                                                                | Jenna Ortega – Wednesday como Wednesday Addams - Millie Bobby Brown – Stranger Things como Eleven - Miranda Cosgrove – iCarly como Carly Shay - Hilary Duff – How I Met Your Father como Sophie - Tracee Ellis Ross – Black-ish como Bow Johnson - Sadie Sink – Stranger Things como Max Mayfield                                                                            |
| Reality Show Favorito | Desenho Favorito |
| MasterChef Junior - America's Funniest Home Videos - America's Got Talent - American Ninja Warrior - Floor Is Lava - The Masked Singer | SpongeBob SquarePants - Jurassic World: Camp Cretaceous - Rugrats - Teen Titans Go! - The Loud House - The Smurfs |

### Música
| Grupo Musical Favorito | Artista Favorito |
| --- | --- |
| BTS - 5 Seconds of Summer - Black Eyed Peas - Blackpink - Imagine Dragons - OneRepublic - Panic! at the Disco - Paramore | Harry Styles - Justin Bieber - Bad Bunny - Drake - Kendrick Lamar - Post Malone - Ed Sheeran - The Weeknd |
| Artista Favorita | Canção Favorita |
| Taylor Swift - Adele - Cardi B - Beyoncé - Billie Eilish - Lady Gaga - Lizzo - Rihanna | "As It Was" – Harry Styles - "Break My Soul" – Beyoncé - "First Class" – Jack Harlow - "About Damn Time" – Lizzo - "I Ain't Worried" – OneRepublic - "Lift Me Up" – Rihanna - "Anti-Hero" – Taylor Swift - "Bejeweled" – Taylor Swift |
| Álbum Favorito | Artista Revelação Favorito |
| Midnights (3am Edition) – Taylor Swift - Renaissance – Beyoncé - God Did – DJ Khaled - Special – Lizzo - Harry's House – Harry Styles - Dawn FM – The Weeknd | Dove Cameron - Devon Cole - Gayle - Joji - Lauren Spencer-Smith - Nick Youre |
| Colaboração Favorita | Influenciador Musical Favorito |
| "Sweetest Pie" – Megan Thee Stallion e Dua Lipa - "Bam Bam" – Camila Cabello com part. de Ed Sheeran - "Don't You Worry" – Black Eyed Peas, David Guetta, Shakira - "I Like You (A Happier Song)" – Post Malone com part. de Doja Cat - "Numb" – Marshmello com part. de Khalid - "Stay with Me" – Calvin Harris com part. de Justin Timberlake, Halsey, Pharrell | Bella Poarch - Dixie D'Amelio - Stephen Sanchez - JoJo Siwa - That Girl Lay Lay - Oliver Tree |
| Estrela Global Musical Favorita | |
| Harry Styles (Reino Unido) - Bad Bunny (América Latina) - Blackpink (Ásia) - Rosalía (Europa) - Taylor Swift (América do Norte) - Tones and I (Austrália) - Wizkid (África) | |

### Esportes
| Atleta Favorito                                                                         | Atleta Favorita                                                                            |
| --------------------------------------------------------------------------------------- | ------------------------------------------------------------------------------------------ |
| LeBron James - Tom Brady - Stephen Curry - Patrick Mahomes - Lionel Messi - Shaun White | Serena Williams - Simone Biles - Chloe Kim - Naomi Osaka - Candace Parker - Venus Williams |

### Outras categorias
| Criador Favorito | Criadora Favorito |
| --- | --- |
| MrBeast - Austin Creed - Ninja - Ryan's World - SeanDoesMagic - Unspeakable                                         | Charli D'Amelio - Dixie D'Amelio - Gracie's Corner - Kids Diana Show - Miranda Sings - Addison Rae                                |
| Família Influenciadora Favorita                                                                                     | Pet Favorito |
| Ninja Kidz TV - FGTeeV - Ohana Adventure Family - The Bucket List Family - The Royalty Family - The Williams Family | Olivia Benson Swift - Piggy Lou Bieber - Noon Coleman - Dodger Evans - Toulouse Grande - Gino Chopra Jonas                        |
| Video Game Favorito                                                                                                 | Livro Favorito |
| Minecraft - Adopt Me! - Brookhaven - Just Dance 2023 - Mario + Rabbids Sparks of Hope - Pokémon Scarlet e Violet    | Harry Potter - As Aventuras do Capitão Cueca - Cat Kid Comic Club - Diary of a Wimpy Kid - Five Nights at Freddy's - The Bad Guys |

## Internacional
A seguir estão os vencedores e indicados pelas redes internacionais da Nickelodeon.
|  | Indica o ganhador dentro de cada categoria. |

| Kidfluencer Favorito (África)                                                                                                   | Estrela Favorita (África) |
| --- | --- |
| Lethukuthula Bhengu - Alakhe Mdoda - Rethabile Mokgatla - Olianna and Olivia - Siba Bogopa - DJ Arch JNR                        | Trevor Noah - Msaki - Scorpion Kings - Banyana Banyana                                                                                 |
| Criador Favorito (Ásia) | Lenda Aussie/Kiwi do Ano (Austrália e Nova Zelândia)                                                                                   |
| Aqil Zulkiflee - Gen Halilintar - Hikakin - Niana Guerrero                                                                      | Savannah Clarke - Lydia Ko - Nick News - Budjerah - Georgie Stone - Robert Irwin                                                       |
| Estrela Favorita (Bélgica) | Família Favorita (Países Baixos) |
| Romelu Lukaku - Steffi Mercie - Pommelien Thijs - Metejoor                                                                      | The Bellinga Family - The Rutjes Family - The Zeeuw-Spronk Family                                                                      |
| Estrela Favorita (Países Baixos)                                                                                                | Artista Brasileiro Favorito |
| Stefania - Snelle (Lars Bos) - Broederliefde - Meisje Djamilla                                                                  | Any Gabrielly - Jão - Gustavo Mioto - Lagum - Dilsinho - Melim                                                                         |
| Influencer Brasileiro Favorito                                                                                                  | Influencer Favorito (Estónia) |
| Allan Jeon - Juju Franco - Luluca - Diego Cruz - Vanessa Lopes - Spider Slack                                                   | Liina Ariadne Pedanik - Laura Rannaväli - Marie Liset Tauts - Bärbel Moros                                                             |
| Cantor Favorito (Alemanha, Áustria e Suíça)                                                                                     | Estrela de Mídia Social Favorita (Alemanha, Áustria e Suíça)                                                                           |
| Lena - Leony - Mark Forster - Nico Santos - Tim Bendzko - Zoe Wees                                                              | Julia Beautx - ItsLukasWhite (Lukas Leonhardt) - Julesboringlife (Jule Nagel) - Karim Jamal - Klaudia Giez - Twenty4tim (Tim Kampmann) |
| Revelação de Mídia Social Favorita (Alemanha, Áustria e Suíça)                                                                  | Canção Cativante Favorita (Alemanha, Áustria e Suíça)                                                                                  |
| Jessie Bluegrey - Alles Ava - Helge Mark - itsofficialmarco (Marco Strecker) - Maria Ziffy - Nadine Breaty                      | "Remedy" – Leony - "Eigentlich" – Lea - "Hausaufgaben" – Deine Freunde - "Life Is a Beach" – Lena                                      |
| Equipe Favorita (Alemanha, Áustria e Suíça)                                                                                     | Estrela Favorita (Hungria) |
| Elevator Boys - Seleção Alemã de Futebol Feminino - Elenco de The School of the Magical Animals - Provinz - Elenco de Spotlight | WhisperTon (Antal Strenner) - Dominik Szoboszlai - ValMar - Forstner Csenge                                                            |
| Estrela Social Favorita (Itália)                                                                                                | Estrela Social Revelação do Ano (Itália)                                                                                               |
| Aurora Baruto - Gabriele Vagnato - Emily Pallini - Martina Strazzer - Patrizio Morellato - Sespo                                | Luca Campolunghi - Pamela Paolini - Samara Tramontana - Florin Vitan - Pietro Morello - Nicky Passarella                               |
| Cantor Favorito (Itália) | Influencer Favorito (Cazaquistão) |
| Alex - Ariete - Pinguini Tattici Nucleari - Tananai - Mara Sattei - Alfa                                                        | Amina Malgazhdar - Alina Kim - Zhasmin Saideldinova - Batyr White                                                                      |
| Influencer Favorito (América Latina)                                                                                            | Artista Favorito (América Latina) |
| SKabeche (Bryan & Eddy SKabeche) - Soy Carlitos - Robegrill (Roberto Morales) - Sol Carlos - Brianda Deyanara - Ignacia Antonia | Kenia Os - Sebastián Yatra - Manuel Turizo - Camilo - Danna Paola - Anitta                                                             |
| Influencer Favorito (Letónia)                                                                                                   | Formador de Opinião Favorito (Lituânia)                                                                                                |
| Lauris Zalāns - Adriana Miglāne Sondore - Elīna Pakalne - Kristaps Graufelds                                                    | Ignas Lelys - Cukrinis Avinėlis - Amanda Puškytė - Demi Norvilaitė                                                                     |
| Estrela Favorita (Arábia) | Estrela Favorita (Polónia) |
| Amro Maskoun - Osama Marwah - Raghda Kouyoumdjian - Rozzah                                                                      | Sanah - Sara James - Małe TGD - Roxie Węgiel - Kuba Szmajkowski                                                                        |
| Influencer Favorito (Polónia)                                                                                                   | Estrela Favorita da Internet (Portugal)                                                                                                |
| Kacper Jasper Essa - Maria Jeleniewska - Natalia Skroczek - Margarita Ishchenko - Damian Tkaczuk                                | Inês Teixiera - Mafalda Creative - Gustavo Ribeiro - Rita Laranjeira                                                                   |
| Estrela Mais Amada (Romênia) | Artista Favorito (Espanha) |
| Andra Gogan - Alina Eremia - Smiley - The Melimi family                                                                         | Adexe & Nau - Carlos Higes - Luna Fulgencio - Laia Oli                                                                                 |
| Influencer Favorito (Espanha)                                                                                                   | |
| Indy - Alicia Martínez - Laura Rouder - Rubén George                                                                            | |